# BK Iskra Svit
BK Iskra Svit je slovenský basketbalový klub hrající slovenskou extraligu. Domácí zápasy hraje ve sportovní hale Iskra Arena. Klub byl založen v roce 1947, kdy Cyril Bursa a další nadšenci založili Basketbalový oddiel AC Svit. V roce 1957 klub postoupil do 1. československé ligy. V roce 1961 získal klub svůj historicky první mistrovský titul. V samostatné slovenské lize získal klub svůj jediný titul v roce 2003.

## Historické názvy
- 1947 – Basketbalový oddiel AC Svit
- 1957 – Iskra Svit
- 1979 – Chemosvit Svit
- 2010 – BK Iskra Svit

## Soupiska pro sezónu2012-2013
- Clarence Jackson
- Wes Channels
- Martín Míčka
- Radoslav Sedlák
- Julian Mascoll
- Roman Findura
- Matěj Hrabčák
- Ivica Cvitanović
- Horace Bond
- Eduard Znanec
- Sean Smith
- Adam Buday
- Tyronne McNeal
- Ray George

## Umístění
| sezóna  | jméno v ročníku | soutěž    | ZČ       | play-off    |
| ------- | --------------- | --------- | -------- | ----------- |
| 2011/12 | BK Iskra Svit   | Extraliga | 4. místo | semifinále  |
| 2012/13 | BK Iskra Svit   | Extraliga | 8. místo | čtvrtfinále |